# 青森観光バス
青森観光バス株式会社（あおもりかんこうバス）は、青森県青森市に本社を置くバス事業者である。
また、少数ながらもジャンボタクシー車両も保有している。

## 営業所
- 本社（青森ナンバー）
  - 青森県青森市細越字栄山589-2
- 三沢営業所（八戸ナンバー）
  - 青森県三沢市三沢字園沢219-390

## 沿革
- 1985年（昭和60年）11月26日 - 設立。
- 2021年（令和3年）1月12日 - ねぶたん号と青森市市バスの一日乗車券（ねぶたん号は2日券も含む）のキャッシュレス決済での購入が可能になる[1]。但し、キャッシュレス決済で購入できるのは、フリールートカードなど青森市市バスで利用できる1日乗車券は、青森市営バスの窓口[2]の4か所、ねぶたん号1日乗車券・2日乗車券は、青森市観光交流情報センター（青森駅前）・あおもり観光情報センター（新青森駅構内）の2か所のみで、青森観光バスでは扱わない[3]。
- 2022年（令和4年）3月5日 - ねぶたん号と青森市市バスで、青森地域連携ICカード「AOPASS」が使用可能となった[4]。

## 運行受託

### あおもりシャトルdeルートバス「ねぶたん号」

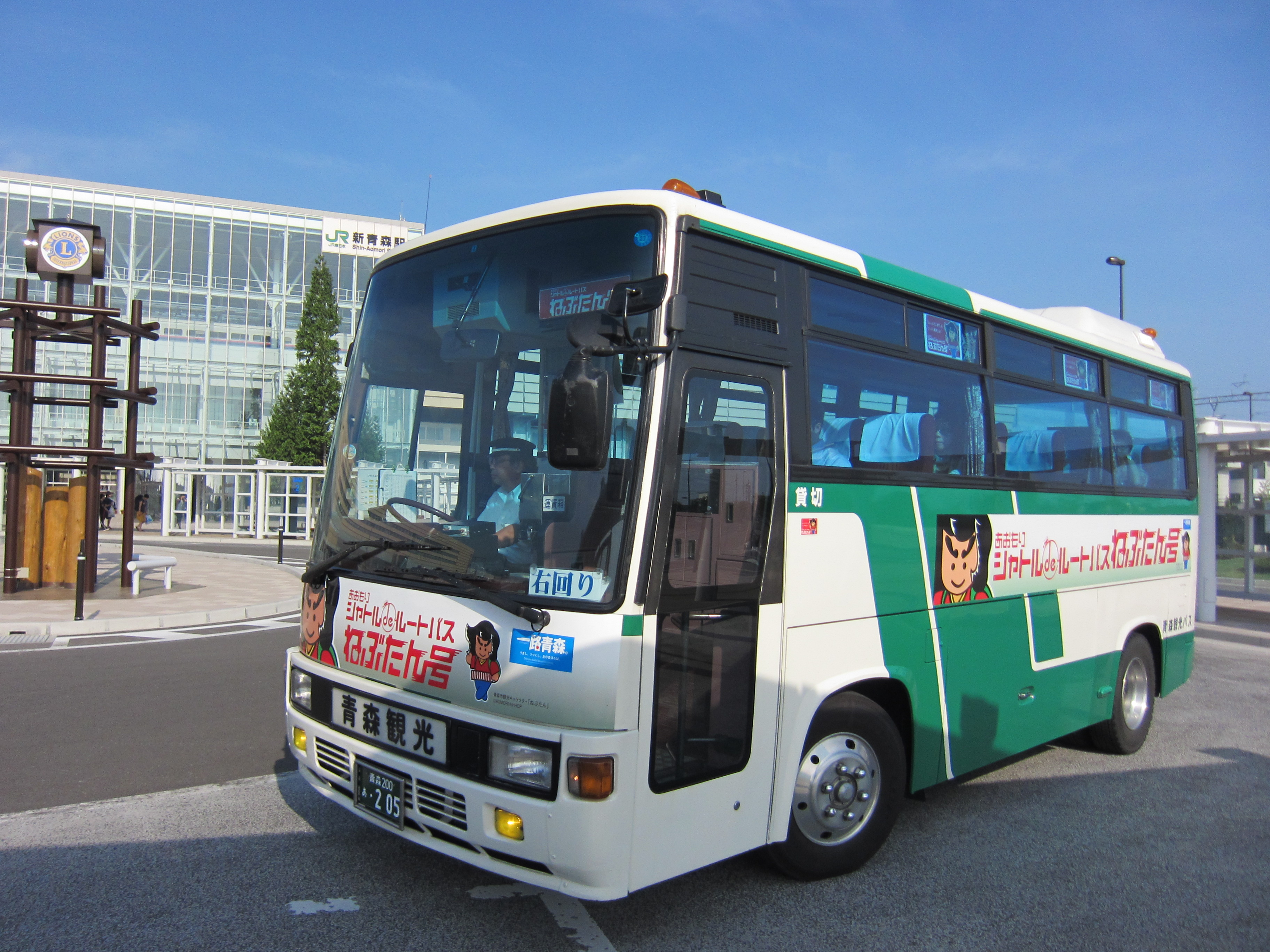
ねぶたん号

社会実験運行として青森市総合都市交通対策協議会から運行を受託し、2010年8月1日に運行を開始。
なお、ねぶたん号は、観光施設のアスセスの他、青森～函館航路を結ぶフェリー航路。青森側のフェリーターミナルへ唯一乗り入れるバスとして重視される。

#### 現在の運行経路
2023年4月より通年運行便と季節運行便体制で運行されている。運行経路は以下の通り。（2023年４月時点）
棟方志功記念館前 - ホテル青森前 - 新町二丁目（旧松木屋前） - 県庁通り -アスパム前 - 八甲通り（青森市営バス共用） - 古川（1番乗場・青森市営バス浪館方面） - 青森駅西口広場 - 森林博物館前 - あおもり北のまほろば歴史館前 - 津軽海峡フェリー（津軽海峡フェリー青森ターミナル） - 青森港フェリーターミナル（青函フェリー【共栄運輸系】事務所） - 新青森駅東口 - 県立美術館前－三内丸山遺跡

#### 運賃
- 大人：300円、小学生：150円、未就学児：無料（一日乗車券：大人700円・小学生350円あり）

#### 運行経路の変遷
- 2010年8月1日 - 青森駅発着で運行開始。三内丸山遺跡・県立図書館・イトーヨーカドー前・棟方志功記念館前・青森駅等を経由で循環する経路であった。（この時、循環前及び循環後一部津軽海峡フェリーターミナルへ乗り入れる便も存在していた）
- 2010年12月4日 - 新青森駅発着に変更。一部便はフェリーターミナルに乗り入れるようになった。
- 2014年8月1日 - 三内丸山遺跡 - 新青森駅東口 - 青森駅 - 棟方志功記念館前間の往復を主としたルートに変更。
  - コース1（志功館行き）・コース2（三内丸山行き）
    - 三内丸山遺跡前 - 県立美術館前 -  新青森駅東口(3番乗り場) - 古川（6番乗り場。志功館行きのみ）/古川一丁目（三内丸山行きのみ） - 青森駅前(7番乗り場) - アスパム前[6] - 県立郷土館前 - 棟方志功記念館前

  - コース3（始発便のみ）
    - 三内丸山遺跡前 - 県立美術館前 - 新青森駅東口(3番乗り場) - 津軽海峡フェリーターミナル前 - アスパム前 - 青森駅前(7番乗り場) - 県立郷土館前 - 棟方志功記念館前

  - コース4（最終便のみ）
    - 三内丸山遺跡前 - 県立美術館前 - 新青森駅東口(3番乗り場) - 津軽海峡フェリーターミナル前 - アスパム前 - 青森駅前(7番乗り場)
- 2023年4月1日 - 発着地を青森駅東口から西口駅前広場に変更し、森林博物館前や新町通りを経由する現在のルートでの運行となる。なお、通年運行便は、三内丸山遺跡～棟方志功記念館前をベースに往復9便（一部午前9時台に青森駅西口広場始発便あり→津軽海峡フェリー、青森港10時台出港函館行き航路に考慮したものと思われる）、季節便（2023年度は4月～9月末日）は、三内丸山遺跡～青森駅西口広場間をベースに往復8便体制の運行となる[7]。

### 青森市市バス（旧:青森市市民バス）
「青森市総合都市交通戦略」に基づき、一部市営バス路線の再編を実施した。

#### 孫内地区市民バス
- （古川 - 西滝 - 石江 - 新城駅前 - 戸門 - ）鶴ヶ坂駅前 - 鶴ヶ坂山本 - 孫内
  - 孫内線の代替として運行。古川 - 孫内間と鶴ヶ坂駅前 - 孫内間の2系統。

#### 岡町地区市民バス
- 古川 - 駅西口通り - 沖館 - 新田 - 油川下町 - 油川小学校前 - 岡町 - 厚生病院前 - 新城駅前 - 西部営業所
- （古川 -西上古川 - 西郵便局前 - ガーラタウン前 - 木材港前 - 油川下町 - 油川中学校前 - 油川市民センター前 - ）油川中学校通り - 油川駅前 - 十三森 - 油川小学校前 - 岡町 - 厚生病院前 - 新城駅前 - 西部営業所
  - 岡町線の代替として運行。古川 - 西部営業所間、古川 - ガーラタウン - 西部営業所間、油川中学校通り - 西部営業所間の3系統。

#### 高田地区市民バス
高田線
- 古川 - 南旭町 - 甲田中学校通り - 大野十文字 - 農協会館前 - 青森朝日放送前 - 荒川筒井通り - 高田日野 - 高田小学校前 - 高田中学校前（南旭町・荒川バイパス・高田バイパス経由）
- 古川 - 南旭町 - 甲田中学校通り - 大野十文字 - 農協会館前 - 青森朝日放送前 - 八ツ役 - 荒川十文字 - 荒川筒井 - 高田日野 - 高田教育福祉センター前 - 高田中学校前（南旭町・八ツ役・高田教育福祉センター経由）
- 古川 - 柳町通り - 中央大橋 - 大野十文字 - 荒川筒井通り - 高田日野 - 高田小学校前 - 高田中学校前（中央大橋・荒川バイパス・高田バイパス経由）
- 高田中学校前 → 高田小学校前 → 高田日野 → 荒川筒井通り → 青森朝日放送前 → 農協会館前 → イトーヨーカドー青森店前
- 高田中学校前 → 高田小学校前 → 高田日野 → 荒川筒井 → 荒川十文字 → 農協会館前 → イトーヨーカドー青森店前

青い森病院線
- 古川 - 柳町通り - 中央大橋 - 大野十文字 - 荒川筒井通り - 高田日野 - 高田小学校前 - 高田中学校通り - 追分 - 青い森病院前（中央大橋・荒川バイパス・高田バイパス経由）

大柳辺線
- 古川 - 南旭町 - 甲田中学校通り - 大野十文字 - 農協会館前 - 青森朝日放送前 - 荒川筒井通り - 高田日野 - 高田小学校前 - 高田中学校前 - 大柳辺入口（南旭町・荒川バイパス・高田バイパス経由）
- 古川 - 柳町通り - 中央大橋 - 大野十文字 - 荒川筒井通り - 高田日野 - 高田小学校前 - 高田中学校前 - 大柳辺入口（中央大橋・荒川バイパス・高田バイパス経由）

入内線
- 古川 - 南旭町 - 甲田中学校通り - 大野十文字 - 農協会館前 - 荒川十文字 - 荒川筒井 - 高田日野 - 高田教育福祉センター前 - 高田中学校通り - 追分 - 入内（南旭町・荒川十文字・高田教育福祉センター経由）
- 古川 - 柳町通り - 中央大橋 - 大野十文字 - 農協会館前 - 荒川十文字 - 荒川筒井 - 高田日野 - 高田教育福祉センター前 - 高田中学校通り - 追分 - 入内（中央大橋・荒川十文字・高田教育福祉センター経由）

#### 歴史
- 2012年10月1日 - 青森市営バスから孫内線と岡町線を委託。
- 2013年10月1日 - 青森市営バスから高田線を委託。

## 車両

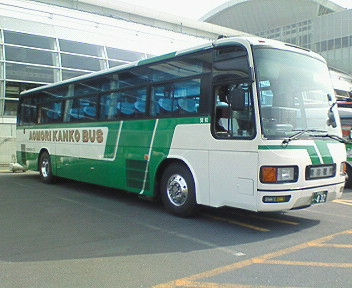
貸切車

- 貸切車については日野がメインだが、三菱ふそう・いすゞも保有している。
- ジャンボタクシー車両ではトヨタ・ハイエースを採用している。

## 関連会社
- 三協運輸
- 三協自動車工業
- 三協クリーンサービス
- 秋田観光バス